# Limonium echioides
Limonium echioides ist eine Pflanzenart aus der Gattung Strandflieder (Limonium) in der Familie der Bleiwurzgewächse (Plumbaginaceae).

## Merkmale
Limonium echioides ist ein einjähriger Rosetten-Therophyt, die Wuchshöhen von 5 bis 30 Zentimeter erreicht. Der Stängel ist fein warzig. Die Laubblätter messen 15 bis 45 × 8 bis 14 Millimeter. Sie sind keilförmig bis spatelig, gerundet bis stumpf und haben keine Stachelspitze. 
Die Ährchen sind mehr oder weniger gerade. Die Ähren sind (20) 40 bis 140 (190) Millimeter groß. Die Kelchnerven treten in eine deutliche, hakenförmige Granne aus. Die Krone ist rosa.
Die Blütezeit reicht von April bis Juli.
Die Chromosomenzahl beträgt 2n = 18.

## Vorkommen
Limonium echioides kommt im Mittelmeerraum vor. Die Art wächst auf Sand- und Felsküsten, trockenen Pionierstandorten sowie Steppenrasen in Höhenlagen von 0 bis 350 Meter.